# Vangueriella sapinii
Vangueriella sapinii är en måreväxtart som först beskrevs av De Wild., och fick sitt nu gällande namn av Bernard Verdcourt. Vangueriella sapinii ingår i släktet Vangueriella och familjen måreväxter.
Artens utbredningsområde är Kongo-Kinshasa. Inga underarter finns listade i Catalogue of Life.